# Mistrzostwa Świata w Lekkoatletyce 2019 – skok w dal mężczyzn
Skok w dal mężczyzn – jedna z konkurencji technicznych rozegranych podczas lekkoatletycznych mistrzostw świata w Dosze.

## Terminarz
Źródło: worldathletics.org.
| Data        | Godzina |              |
| ----------- | ------- | ------------ |
| 27 września | 16:30   | Kwalifikacje |
| 28 września | 20:40   | Finał        |

## Rekordy
Tabela prezentuje rekord świata, rekord mistrzostw świata, rekordy kontynentów oraz najlepszy wynik na listach światowych w sezonie 2019 przed rozpoczęciem mistrzostw.
|                            | Zawodnik                    | Wynik | Miejsce       | Data                  |
| -------------------------- | --------------------------- | ----- | ------------- | --------------------- |
| Rekord świata              | Mike Powell                 | 8,95  | Tokio         | 30 sierpnia 1991(dts) |
| Rekord mistrzostw świata   | Mike Powell                 | 8,95  | Tokio         | 30 sierpnia 1991(dts) |
| Listy światowe             | Juan Miguel Echevarría      | 8,65  | Zurych        | 29 sierpnia 2019(dts) |
| Rekord Afryki              | Luvo Manyonga               | 8,65  | Potchefstroom | 22 kwietnia 2017(dts) |
| Rekord Azji                | Mohamed Salman Al-Khuwalidi | 8,48  | Sotteville    | 2 lipca 2006(dts)     |
| Rekord Ameryki Północnej   | Mike Powell                 | 8,95  | Tokio         | 30 sierpnia 1991(dts) |
| Rekord Ameryki Południowej | Irving Saladino             | 8,73  | Hengelo       | 24 maja 2008(dts)     |
| Rekord Europy              | Robert Emmijan              | 8,86  | Cachkadzor    | 22 maja 1987(dts)     |
| Rekord Australii i Oceanii | Mitchell Watt               | 8,54  | Sztokholm     | 29 lipca 2011(dts)    |

## Wyniki

### Kwalifikacje
Awans: 8,15 (Q) lub dwanaście najlepszych rezultatów (q). Źródło: worldathletics.org.
| Pozycja | Grupa | Zawodnik               | Państwo                  | Runda | Runda | Runda | Wynik | Uwagi |
| Pozycja | Grupa | Zawodnik               | Państwo                  | 1     | 2     | 3     | Wynik | Uwagi |
| ------- | ----- | ---------------------- | ------------------------ | ----- | ----- | ----- | ----- | ----- |
| 1.      | A     | Juan Miguel Echevarría | Kuba                     | 8,40  |       |       | 8,40  | Q     |
| 2.      | B     | Jeff Henderson         | Stany Zjednoczone        | 7,78  | 7,78  | 8,12  | 8,12  | q     |
| 3.      | A     | Yūki Hashioka          | Japonia                  | 7,64  | 8,07  |       | 8,07  | q     |
| 4.      | A     | Steffin McCarter       | Stany Zjednoczone        | 7,84  | 8,04  |       | 8,04  | q     |
| 5.      | B     | Rushwal Samaai         | Południowa Afryka        | 6,49  | 7,93  | 8,01  | 8,01  | q     |
| 6.      | B     | Eusebio Cáceres        | Hiszpania                | 7,79  | 8,01  |       | 8,01  | q     |
| 7.      | A     | Miltiadis Tendoglu     | Grecja                   | 7,62  | 7,67  | 8,00  | 8,00  | q     |
| 8.      | B     | Shotaro Shiroyama      | Japonia                  | 7,94  | 7,62  | x     | 7,94  | q     |
| 9.      | B     | Thobias Montler        | Szwecja                  | 7,92  | 7,84  | x     | 7,92  | q     |
| 10.     | A     | Luvo Manyonga          | Południowa Afryka        | 7,87  | 7,91  | 7,90  | 7,91  | q     |
| 11.     | B     | Wang Jianan            | Chińska Republika Ludowa | 7,73  | 7,89  | 7,81  | 7,89  | q     |
| 12.     | B     | Tajay Gayle            | Jamajka                  | 7,81  | x     | 7,89  | 7,89  | q     |
| 13.     | A     | Henry Frayne           | Australia                | x     | 7,76  | 7,86  | 7,86  |       |
| 14.     | B     | Zhang Yaoguang         | Chińska Republika Ludowa | 7,82  | 7,77  | 7,64  | 7,82  |       |
| 15.     | B     | Darcy Roper            | Australia                | 7,76  | 7,82  | 7,73  | 7,82  |       |
| 16.     | A     | Huang Changzhou        | Chińska Republika Ludowa | 7,81  | 7,72  | 7,68  | 7,81  |       |
| 17.     | A     | Andwuelle Wright       | Trynidad i Tobago        | x     | 7,76  | 7,76  | 7,76  |       |
| 18.     | B     | Hibiki Tsuha           | Japonia                  | 7,56  | 7,56  | 7,72  | 7,72  |       |
| 19.     | A     | Héctor Santos          | Hiszpania                | 7,69  | 7,69  | 7,54  | 7,69  |       |
| 20.     | B     | Emiliano Lasa          | Urugwaj                  | 7,64  | 7,61  | 7,66  | 7,66  |       |
| 21.     | A     | Trumaine Jefferson     | Stany Zjednoczone        | x     | 7,54  | 7,63  | 7,63  |       |
| 22.     | B     | Murali Sreeshankar     | Indie                    | 7,52  | 7,62  | x     | 7,62  |       |
| 23.     | A     | Emanuel Archibald      | Gujana                   | 7,35  | 7,40  | 7,56  | 7,56  |       |
| 24.     | A     | Henry Smith            | Australia                | 7,37  | 7,48  | 7,50  | 7,50  |       |
| 25.     | B     | Tyrone Smith           | Bermudy                  | 7,45  | 7,40  | 7,49  | 7,49  |       |
| 26.     | B     | Yahya Berrabah         | Maroko                   | x     | 7,37  | 7,29  | 7,37  |       |
| –       | A     | Lin Chia-hsing         | Chińskie Tajpej          | x     | x     | x     | NM    |       |

### Finał
Źródło: worldathletics.org.
| Pozycja | Zawodnik               | Państwo                  | #1   | #2   | #3   | #4   | #5   | #6   | Wynik | Uwagi |
| ------- | ---------------------- | ------------------------ | ---- | ---- | ---- | ---- | ---- | ---- | ----- | ----- |
| 01 !    | Tajay Gayle            | Jamajka                  | 8,46 | x    | x    | 8,69 | –    | –    | 8,69  | ,     |
| 02 !    | Jeff Henderson         | Stany Zjednoczone        | 8,28 | 8,18 | 8,39 | 7,03 | 8,13 | 8,17 | 8,39  | SB    |
| 03 !    | Juan Miguel Echevarría | Kuba                     | 8,25 | 8,14 | 8,34 | 8,30 | 7,91 | x    | 8,34  |       |
| 4.      | Luvo Manyonga          | Południowa Afryka        | 8,16 | 8,05 | 8,18 | 8,10 | 8,24 | 8,28 | 8,28  |       |
| 5.      | Rushwal Samaai         | Południowa Afryka        | 8,11 | 8,15 | 8,23 | x    | x    | 8,06 | 8,23  | SB    |
| 6.      | Wang Jianan            | Chińska Republika Ludowa | x    | 7,89 | 8,05 | x    | x    | 8,20 | 8,20  | SB    |
| 7.      | Eusebio Cáceres        | Hiszpania                | 8,01 | 6,31 | x    | x    | 7,95 | x    | 8,01  |       |
| 8.      | Yūki Hashioka          | Japonia                  | 7,88 | 7,89 | 7,97 | 7,82 | x    | 7,70 | 7,97  |       |
| 9.      | Thobias Montler        | Szwecja                  | 7,88 | x    | 7,96 | NQ   | NQ   | NQ   | 7,96  |       |
| 10.     | Miltiadis Tendoglu     | Grecja                   | 7,77 | x    | 7,79 | NQ   | NQ   | NQ   | 7,79  |       |
| 11.     | Shotaro Shiroyama      | Japonia                  | 7,77 | 7,61 | 7,61 | NQ   | NQ   | NQ   | 7,77  |       |
| –       | Steffin McCarter       | Stany Zjednoczone        | x    | x    | x    | NQ   | NQ   | NQ   | NM    |       |